# Los puentes de Sarajevo
Los Puentes de Sarajevo (en francés Les ponts de Sarajevo) es un documental basada en los puentes de Sarajevo, Bosnia, y es dirigida por Aida Begic. 

## Acontecimientos
A través de la mirada de 13 directores europeos, esta película indaga lo que Sarajevo representa en la historia del continente desde hace un siglo y lo que representa en la Europa moderna. Estos influyentes cineastas, de generaciones y orígenes diferentes, presentan su visión y su versión. François Schuiten, célebre dibujante belga y autor de Las Ciudades oscuras imaginó vínculos gráficos y animados entre estas creaciones, como una transposición metafórica en su universo evocando aspectos emblemáticos de la ciudad de Sarajevo.

## Reparto
- Bogdan Ninkovic
- Fedja Stamenkovic
- Andrej Ivancic
- Nikola Brkovic
- Mihailo Kovic